# دستان کثیفت را از صحرای من دور کن
«دستان کثیفت را از صحرای من دور کن» ترانه‌ای از پینک فلوید است. این ترانه در آلبوم برش نهایی (آلبوم) قرار داشت. افکت‌های صوتی استفاده شده در این ترانه بعداً در آلبوم تک‌نفره راجر واترز، تفریح تا سرحد مرگ، استفاده شد.
متن شعر ترانه در مورد رهبران دنیا و مشکلاتی که در آن گرفتار می‌شوند است و در آن به حمله شوروی به افغانستان و جنگ فالکلند نیز اشاره می‌شود.

## دست‌اندرکاران
- راجر واترز - خواننده، گیتار
- نیک میسن - افکت‌های صوتی

همراه با
مایکل کامن - بخش‌های مربوط به ارکستر